# Морокины
Моро́кины — династия вичугских фабрикантов в XIX-начале XX вв. Зародилась в д. Старая Гольчиха (в настоящее время примыкает к г. Вичуге). Родоначальник — Иван Яковлевич Морокин (ум. до 1850 г.). Первая ткацкая фабрика была основана в 1820 г. в Старой Гольчихе. В 1830 г. производство было перенесено в Новую Гольчиху (ныне район г. Вичуги).

## Предприятия фабрикантов Морокиных в начале XX века
К началу XX века существовало три фабрики в Новой Гольчихе, принадлежавших роду Морокиных:
бумаготкацкая фабрика «Товарищества мануфактур Анны Никаноровны и Александра Петровича Морокиных» (число занятых в 1913 г. — 870 рабочих);
«Товарищество бумаготкацких и бумагопрядильных мануфактур Морокина А. Ф.» (число занятых в 1913 г. — 1760 рабочих);
прядильно-ткацкая фабрика Д. Ф. Морокина и Ко (число занятых в 1914 г. — 1600 рабочих).
Дмитрий Фёдорович Морокин также владел Покровской картонной фабрикой (число занятых в 1913 г. — 90 рабочих).
Таким образом, на фабриках династии Морокиных в 1913 году работало около 4300 рабочих. В советское время все морокинские фабрики в Новой Гольчихе вошли в состав фабрики им. Шагова.

## Отдельные представители
МОРО́КИН Алекса́ндр Фёдорович (1836-05.02.1911), могила была при Никольской единоверческой церкви в селе Новая Гольчиха) — вичугский фабрикант, земской и общественный деятель, публицист.

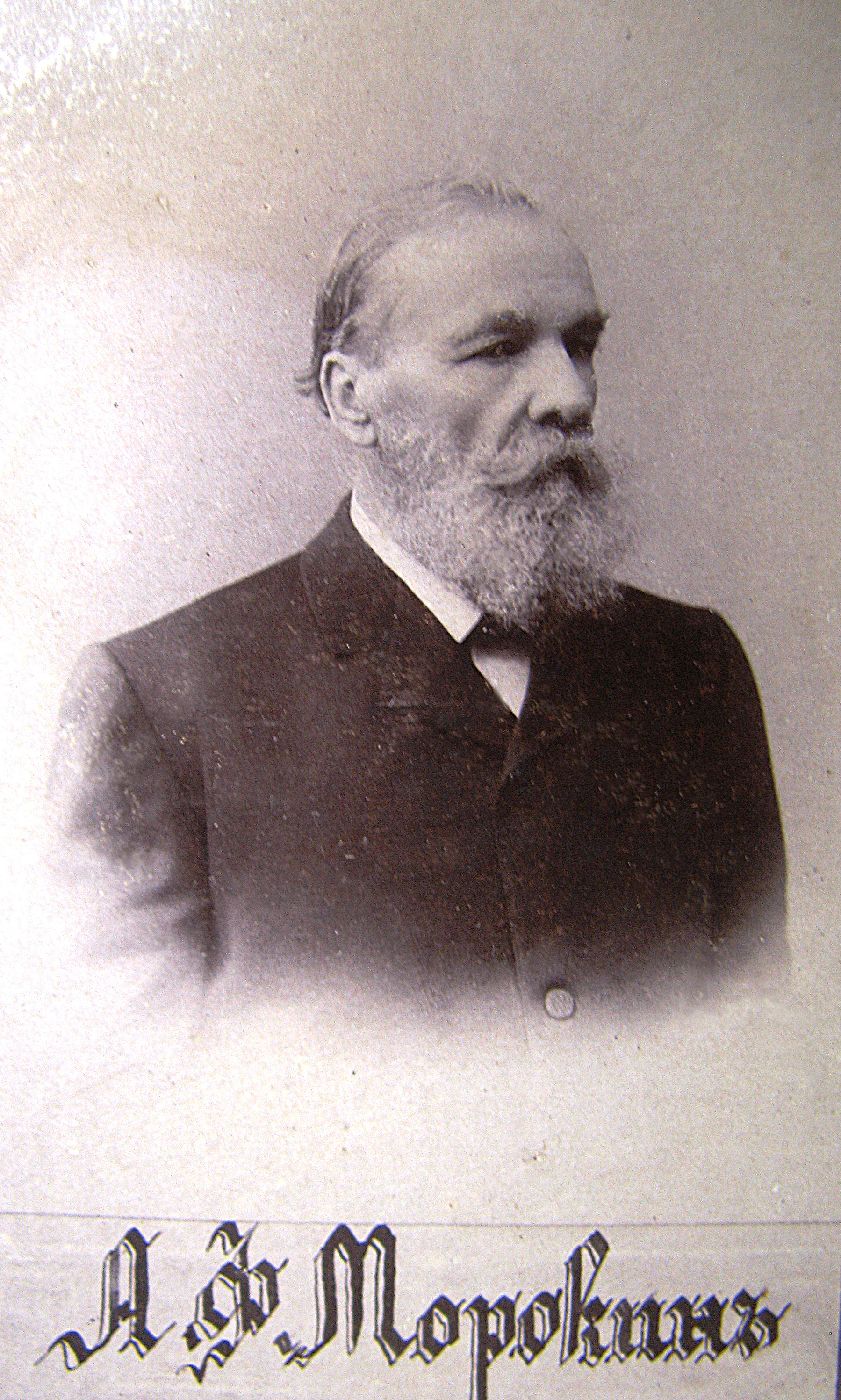
Александр Федорович Морокин (1836—1911). Текстильный фабрикант и общественный деятель

Кинешемский купец 1-й гильдии. В 1865 г. основал ткацкую фабрику в селе Новая Гольчиха. В 1881 г. на фабрике работало 410 рабочих, заказы фабрики выполняло 1700 кустарей, производство в рублях составляло 200 тысяч рублей. В 1898 г. на фабрике строится прядильный корпус.
Был гласным Кинешемского уездного земского собрания в течение 23 лет (1877—1880, 1884—1904). Был членом учительского совета при земстве, принимал активное участие в развитии сельских народных школ, выступал против пьянства.
Ярко проявил себя на публицистическом поприще в консервативном, славянофильском духе, активно сотрудничал с газетами и журналами, писал книги. Встречался и диспутировал с Львом Толстым, полемизировал с Иваном Аксаковым на страницах газеты «Русь» (1883 г.). Был близко знаком с писателем Мельниковым-Печерским, который писал свои романы «В лесах» и «На горах» «у него дома на фабрике, пользуясь его, морокинским, знакомством и связями с сектантами этого района» (из воспоминаний Н. Варенцова).
Александр Федорович был женат на Татьяне Герасимовне Разорёновой (1837—1912)
Их сын Сергей Александрович Морокин (1861—1910) стал крестным отцом маршала А. М. Василевского, четвертого сына священника Новопокровского единоверческого храма отца Михаила Васильевского
Внук А. Ф. Морокина, Александр Сергеевич Морокин (1886 г.р.) был расстрелян 1.10. 1937 года по обвинению в сектантстве (предположительно, в качестве главы секты бегунов (странников)).
Некоторые произведения А. Ф. Морокина:
- «Крестьянский быт и кабаки» (публицистическая статья, 1880 г.)
- «Особое мнение Д. Ф. Самарина, А. Н. Кислинского и А. Ф. Морокина» (на Совещании о пользе общественных питейных заведений), СПб, 1881, 13 стр.
- «Наша фабрично-заводская промышленность и её недоброжелатели перед судом правды» (публицистическая книга, совместно с К. С. Красильниковым, Москва, изд. 1894, 108 стр.)
- «Поездка в Крым» (книга путевых впечатлений в путешествии 1898 г., Москва, изд. 1908, 59 стр.)
- «Поездка в Крым и в Константинополь» (книга путевых впечатлений в путешествии 1906 г., Москва, изд. 1907, 43 стр.)
- «Поездка по Волге, Кавказу и морям Черному и Каспийскому» (книга путевых впечатлений в путешествии 1907 г., Москва, изд. 1908, 56 стр.)
- Сборник статей А. Ф. Морокина, Москва, Типография Л. и А. Снегиревых, 1889, 1907 (два выпуска), 480 стр.

Морокин Пётр Федорович (1838—1896) — вичугский фабрикант.
Женат на Анне Никаноровне Коноваловой (1845—1918), принадлежавшей к известной купеческой династии Вичуги, представителем которой был крупный промышленный и политический деятель Александр Иванович Коновалов. Они имели двух сыновей. Павел Петрович (1861—1908) был женат на Маргарите Сергеевне Карзинкиной (около 1870-?). Александр Петрович (по прозвищу Мутовкин) (1865 — после революции).
Морокин Дмитрий Фёдорович (20(08).10.1848 — 12(28).03.1908) — вичугский фабрикант, уездный земской деятель.

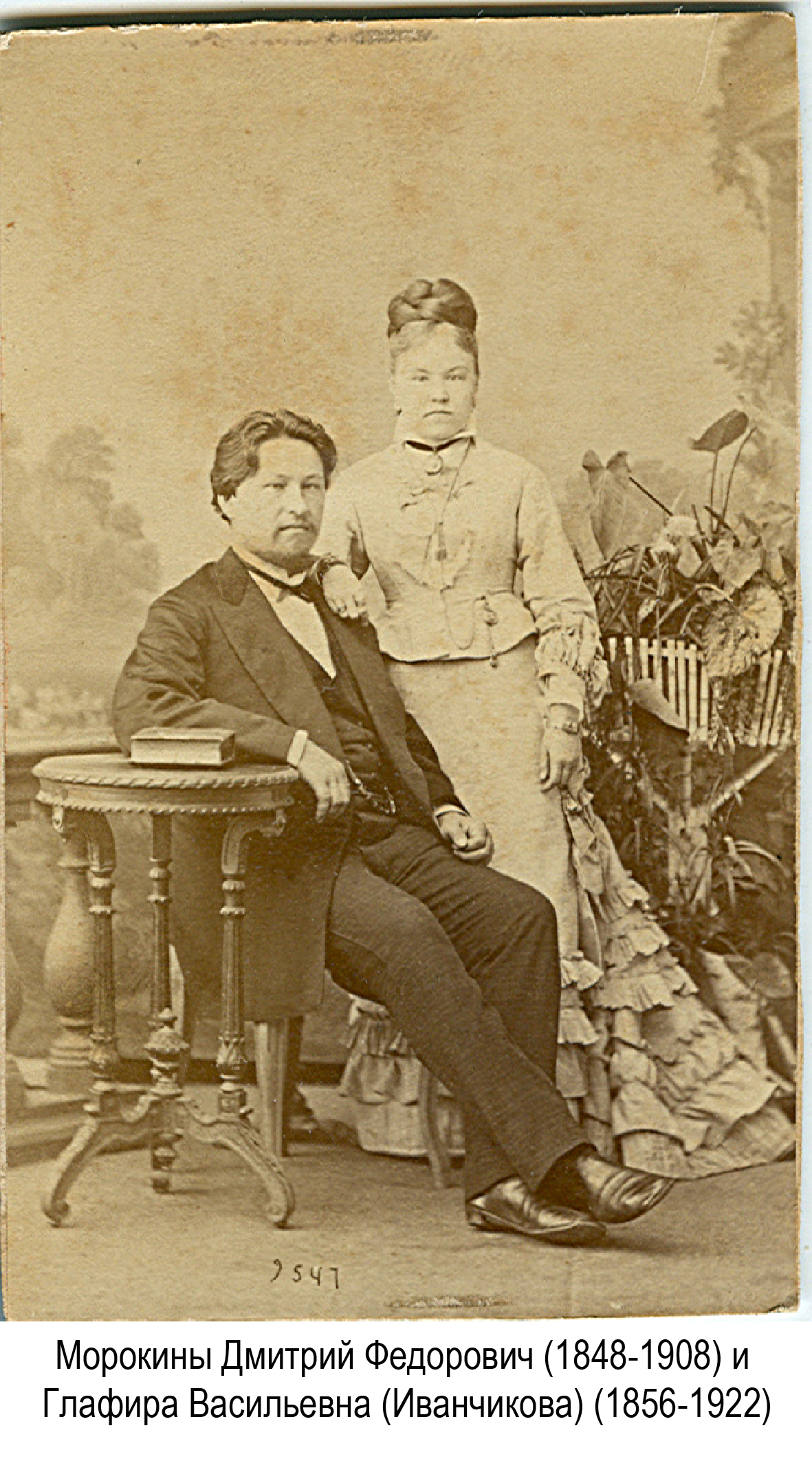
Дмитрий Федорович и Глафира Васильевна Морокины

Вместе с братом Петром владел ткацкой фабрикой в Новой Гольчихе, основанной их дедом. В 1898 г. построил в Новой Гольчихе новую ткацкую фабрику, которая в 1904 году вошла в «Товарищество Никольско-Богоявленской мануфактуры Д. Морокина, И. Тихомирова и Ко». В 1908 г. рядом с ткацкой строится прядильная фабрика. Также товариществу принадлежало производство на территории современного города Заволжск Ивановской области, в советские годы преобразованного в фибровую фабрику. Кроме того, Д. Ф. Морокин владел Покровской картонной фабрикой (располагавшейся в 4 км от Щелыково, усадьбы драматурга А. Островского) и некоторое время арендовал химический завод в Любимовке, недалеко от Плеса.
Был гласным Костромского уездного Земского собрания около 18 лет (в 1883—1892, 1895—1898, с 1904).
В 1896 г. при попечительстве Дмитрия Фёдоровича Морокина в селе Новопокровском Кинешемского уезда строится каменная единоверческая Вознесенская церковь, в которую (видимо, по ходатайству же Д. Морокина) был направлен служить Михаил Василевский, бывший регентом хора Никольского единоверческого храма в Новой Гольчихе. Таким образом, с лёгкой руки Дмитрия Морокина, село Новопокровское стало местом, где прожил детские и юношеские годы будущий маршал Александр Василевский (сын отца Михаила).
Д. Ф. Морокин был женат на Глафире Васильевне Иванчиковой (1856—1922) из Плёса. Они имели двух сыновей и двух дочерей.
1. Николай Дмитриевич (19(07).11.1879 — 1942) был женат трижды. Первая жена — Елена Ивановна Простякова (28(16).07.1886 — 23.10.08.1908), дочь купца 1-й гильдии Ивана Григорьевича Простякова). Вторая жена — Любовь Васильевна Щербакова (29(17).09.1889 — 6.05.1911). Третья жена — Евдокия Михайловна Корякина (1885—1971).
2. Елена Дмитриевна (19(07).03.1881 — ?) была замужем за Александром Париловым.

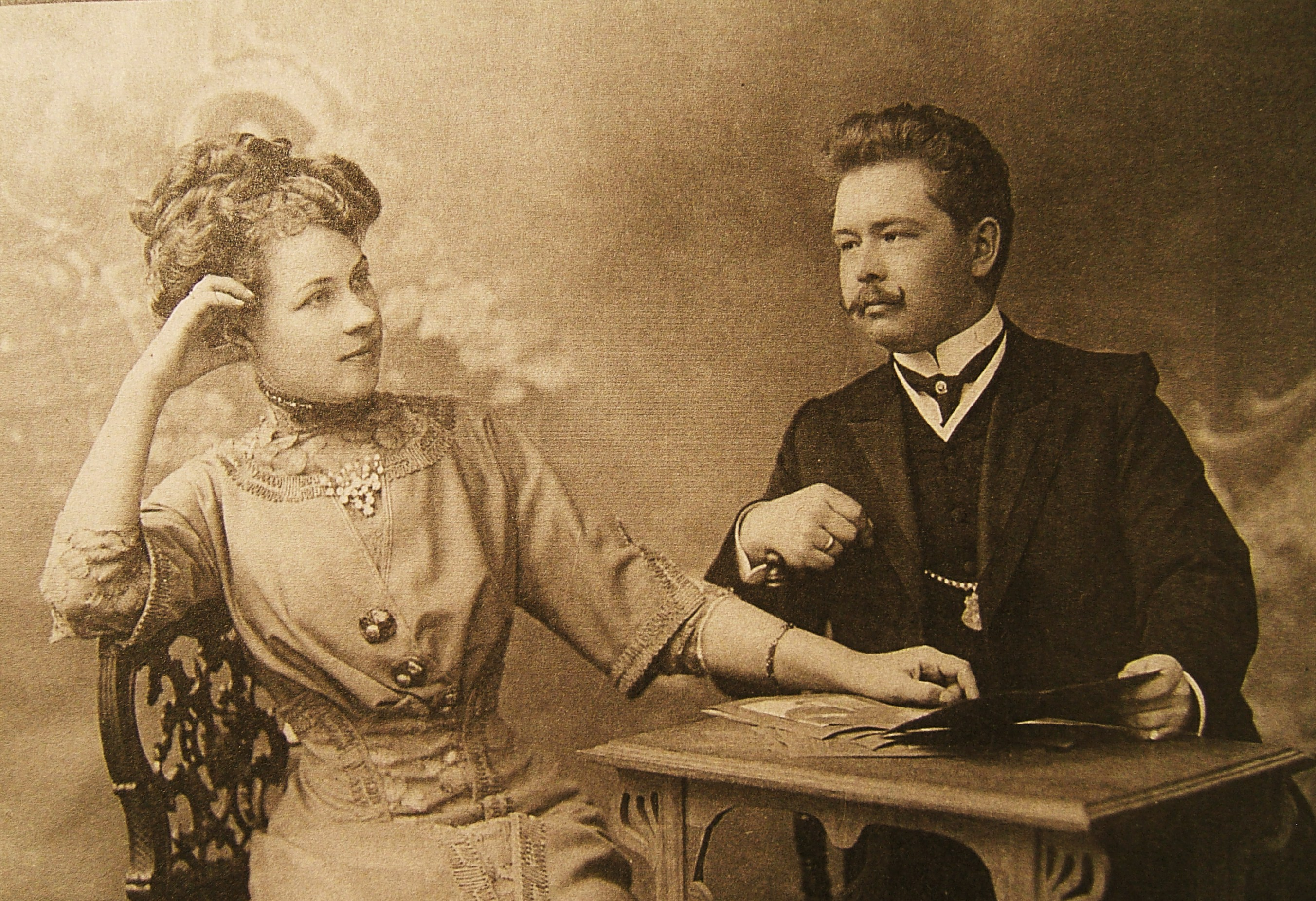
Свадебная фотография Федора Дмитриевича Морокина и Натальи Павловны Дербенёвой, 1909 г., Москва

3. Фёдор Дмитриевич (1883—1923) был женат на дочери городского головы Иваново-Вознесенска Павла Никаноровича Дербенёва Наталье Свадебная фотография Федора Дмитриевича Морокина и Натальи Павловны Дербенёвой, 1909 г., Москва. Их внук, Андрей Мадекин (род. в 1963 г.) — член Союза Художников Москвы, писатель.
4. Антонина Дмитриевна (1885 — ?) была замужем за Яковом Семёновичем Бобровым.